# أيوب (مسلسل مصري)
أيوب هو مسلسل تلفزيوني مصري عُرض في رمضان 1439 الموافق 2018، من تأليف محمد سيد بشير، وإخراج أحمد صالح، ومن بطولة مصطفى شعبان، وأيتن عامر، ومحمد لطفي، ودياب، وهنا الزاهد، وميرهان حسين، وزكي فطين عبد الوهاب.

## قصة المسلسل
تدور الأحداث حول (أيوب) وهو شاب بسيط لم يكمل تعليمه بسبب ظروفه المادية، لكنه رغم ذلك ذكي ويحب القراءة في الكثير من الأشياء وخاصة أنه يعمل في أكثر من مهنة كعامل في بنك ويعمل في مكتبة وبائع خضروات، يقع ضحية لعدد من الأقارب والأصدقاء عندما يقوموا بسجنه بسبب الديون المتراكمة عليه، وهو ما جعل والدته تحزن عليه وتتوفى، وهو ما يجعل تفكيره يتغير تمامًا، ويصبح همه الوحيد عقب الخروج من السجن هو الانتقام ممن تسبب في سجنه ووفاة والدته.

## طاقم التمثيل
| رقم | الممثل              | الشخصية                              |
| --- | ------------------- | ------------------------------------ |
| 1   | مصطفى شعبان         | أيوب محمد عبد التواب (أيوب)          |
| 2   | أيتن عامر           | سماح محمد عبد التواب (سماح)          |
| 3   | محمد لطفي           | حسن عبده الوحش (حسن الوحش)           |
| 4   | دياب                | منصور محمد عبد الباري (منصور)        |
| 5   | هنا الزاهد          | أسماء زينهم (أسماء)                  |
| 6   | ميرهان حسين         | رغدة رشاد (رغدة)                     |
| 7   | زكي فطين عبد الوهاب | باهر رشيد (باهر)                     |
| 8   | أحلام الجريتلي      | صابرة عبد الفتاح (أم أيوب)           |
| 9   | سلوى عثمان          | صباح عبد التواب (أم أسماء)           |
| 10  | أحمد حبشي           | بريزة قلاووظ الكهربائي (بريزة)       |
| 11  | أحمد حلواني         | لطفي شريك باهر (لطفي)                |
| 12  | حسني شتا            | خالد زينهم (خالد)                    |
| 13  | هشام الشاذلي        | عثمان زينهم (عثمان)                  |
| 14  | أحمد كشك            | الضابط هشام (هشام)                   |
| 15  | أحمد إمام           | ياسر الحبشي (ياسر)                   |
| 16  | ليال عبد الخالق     | زينب "زوجة حسن الوحش الأولى" (زينب)  |
| 17  | مايا فارس           | نجاة "زوجة حسن الوحش الثانية" (نجاة) |
| 18  | إبراهيم السمان      | عزت زوج أسماء (عزت)                  |
| 19  | هالة سرور           | مارينا زوجة مايكل (مارينا)           |
| 20  | ندى بهجت            | صفية/صافي (صفية)                     |
| 21  | شيماء الصياد        | سمية صديقة سماح (سمية)               |
| 22  | أميرة فتحي          | وفاء صديقة سماح (وفاء)               |
| 23  | محمد فتحي           | المعلم الهتهوتي (هتهوتي)             |
| 24  | هاني التابعي        | المعلم برعي (برعي)                   |
| 25  | سيد المغازي         | بنسة "صبي المعلم حسن الوحش" (بنسة)   |
| 26  | أشرف زكي            | المأمور (ضيف شرف)                    |
| 27  | ضياء الميرغني       | المعلم فرج الشاوي (ضيف شرف)          |
| 28  | محمد علي رزق        | مايكل "صديق أيوب" (مايكل)            |
| 29  | مصطفى درويش         | راضي شبورة (ضيف شرف)                 |
| 30  | محمد عز             | الكاتب مصطفى (ضيف شرف)               |
| 31  | شادي جمال هاشم      | ناصر (ضيف شرف)                       |
| 32  | محمد أشرف           | أحمد "ابن أيوب" (ضيف شرف)            |
| 33  | أحمد النجار         | رامي نبيل "وكيل النيابة" (ضيف شرف)   |

## وصلات خارجية
- أيوب على موقع قاعدة بيانات الأفلام العربية